# My Name is Skrillex
My Name is Skrillex – pierwszy minialbum amerykańskiego muzyka Skrillexa, wydany 7 czerwca 2010 roku za darmo na oficjalnej stronie na MySpace (obecnie znajduje się na Facebooku).

## Lista utworów
1. "My Name is Skrillex" - 4:31
2. "WEEKENDS!!!" (feat. Sirah) - 4:45
3. "Fucking Die 1" - 3:50
4. "Fucking Die 2" (€€ Cooper Mix) - 5:37
5. "Do Da Oliphant" - 3:27
6. "With You Friends" - 6:22
7. "My Name is Skrillex" (Skrillex Remix) (utwór bonusowy) - 4:46